# Museum der Swerdlowsker Eisenbahn

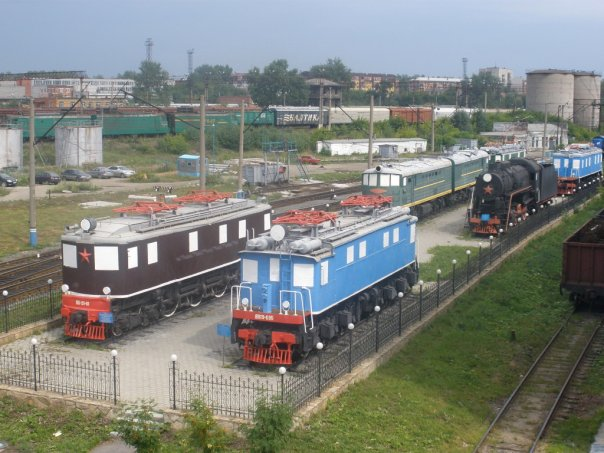
Ausstellungsgelände

Das Museum der Swerdlowsker Eisenbahn (russisch: Музей Свердловской железной дороги, Musei Swerdlowskoi schelesnoi dorogi oder Екатеринбургский музей железнодорожного транспорта, Jekaterinburgski musei schelesnodoroschnowo transporta) ist ein Eisenbahnmuseum in Jekaterinburg, Oblast Swerdlowsk, Russland, das in den 1970er Jahren eröffnet wurde. Es besteht aus dem alten Jekaterinburger Empfangsgebäude im Stadtzentrum (U-Bahn-Station Uralskaja) und einer Ausstellungsfläche von 6.000 m² an der Station Jekaterinburg-Sortirowytschny am nordwestlichen Stadtrand von Jekaterinburg (Lage).

## Geschichte
Das Museum wurde in den 1970er Jahren eröffnet, anfangs nur für Eisenbahner und für Außenstehende nur auf Einladung. Das Museum wurde 2003 für den Publikumsverkehr im alten Jekaterinburger Empfangsgebäude eröffnet, das vom Architekten Pjotr Schreiber im Jahre 1878 erbaut wurde. Die Restaurierung des Gebäudes wurde anlässlich des 125-jährigen Jubiläums der Swerdlowsker Eisenbahn durchgeführt. Der Eingang ist mit Bronzeskulpturen von Reisenden und Eisenbahnern geschmückt. In der Nähe des Eingangs befinden sich auch Drehgestelle eines Güterwagens, ein Semaphor und ein Hubtor.

## Ausstellungsstücke
Die Dauerausstellung zeigt Informationstafeln über berühmte Swerdlowsker Eisenbahner, eine Modelleisenbahn, Arbeitsgeräte, historische Fotografien, Signalanlagen, Lokomotiv-Modelle (darunter die erste russische Dampflokomotive der Gebrüder Jefim und Miron Tscherepanow), Oberbauten, Uniformen sowie Modelle der Bahnhöfe Revda und Werch-Neyvinsky. Die Ausstellung umfasst den Zeitraum vom Aufkommen des Schienenverkehrs in der Region bis heute. Die Ausstellung zeigt auch einen VL11-Führerstand, den Arbeitsplatz des Bahnhofsvorstands der frühen 1950er Jahre und einen Fahrkartenschalter.
Historische Fahrzeuge (14 Schienenfahrzeuge) werden auf dem Freilicht-Ausstellungsgelände in Jekaterinburg-Sortirowochny ausgestellt. Die Gesamtlänge der Ausstellungsgleise beträgt 300 m.

## Exponate
Die Ausstellung im Empfangsgebäude präsentiert Kleinlokomotiven und Güterwagen. Unter freiem Himmel werden unter anderem folgende Lokomotiven aus den Baujahren 1931, 1934, 1936 und 1946 ausgestellt.

### Lokomotiven
| Nr.      | Bild | Antrieb | SŽD-Baureihe  |
| -------- | ---- | ------- | ------------- |
| Л-3262   |      | Dampf   | Baureihe L    |
|          |      | Dampf   | Baureihe FD   |
| ТЭ3-4820 |      | Diesel  | Baureihe TE3  |
| ВЛ22-171 |      | Elektro | Baureihe WL22 |
| ВЛ19-35  |      | Elektro | Baureihe WL19 |
| ПБ21-01  |      | Elektro | Baureihe PB21 |
| СК-04    |      | Elektro | Baureihe SK   |
| СМ-05    | Foto | Elektro | Baureihe SSM  |